# Gilles Ruyssen
Gilles Ruyssen (Ronse, 18 juni 1994) is een Belgische voetballer  die als centrale verdediger speelt.

## Carrière
Ruyssen werd gehaald bij de U12 van SK Ronse, waar hij zijn carrière ook begon. Ruyssen speelde sindsdien onafgebroken in de jeugdreeksen voor AA Gent. Ook wist hij al een paar caps te verzamelen voor de U19 van het nationale team.
In het seizoen 2013-2014 was het op de laatste speeldag duidelijk dat AA Gent play-off II niet meer ging winnen, dus besloot Peter Balette om Ruyssen een basisplaats te gunnen. Dit waren meteen ook zijn eerste speelminuten. Hij werd in de 83ste minuut vervangen door Brecht Dejaegere.
In de voorbereiding van het seizoen 2014/15 deed Ruyssen mee met de eerste ploeg. Ondanks dat verhuisde Ruyssen op 29 augustus naar promovendus KVC Westerlo. Bij Westerlo tekende Ruyssen een contract van twee jaar met een optie op een extra jaar. Op 29 november 2014 scoorde Ruyssen zijn eerste doelpunt als profspeler: in de wedstrijd tegen Sporting Charleroi zette hij de 2-2 op het bord nadat hij eerder in de wedstrijd zelf een ongelukkige owngoal gescoord had. Westerlo zou deze wedstrijd uiteindelijk toch nog verliezen met 2-3. Alhoewel Ruyssen bij de Kempense club regelmatig aan spelen toekwam, slaagde hij er nooit in om tot een onbetwiste basispion uit te groeien.
Nadat zijn contract bij Westerlo in 2017 afliep, maakte hij transfervrij de overstap naar Lommel SK dat pas uit het profvoetbal gedegradeerd was naar de Eerste klasse amateurs. Ruyssen tekende dan ook bij Lommel met de ambitie om meteen opnieuw te promoveren. Bij Lommel was Ruyssen niet weg te denken uit de basis, hij speelde dat seizoen mee in 32 competitiewedstrijden waarin hij ook 4 doelpunten scoorde. Ruyssen en Lommel slaagden er op het einde van het seizoen ook in om de promotie naar het profvoetbal af te dwingen. Toch besloot de club om niet verder te gaan met hem.
In de zomer van 2018 tekende Ruyssen een contract bij Racing White Daring Molenbeek. In het seizoen 2019/20, zijn tweede seizoen bij de club, werd de promotie naar de Eerste klasse B afgedwongen. In de zomer van 2021 maakte de club bekend dat het contract van Ruyssen verlengd werd tot de zomer van 2023, dit ondanks interesse van eersteklasser Beerschot VA. Na het vertrek van Nicolas Rommens werd hij aanvoerder van de ploeg.
In januari 2023 verliet hij de ploeg voor FCV Dender EH waarmee hij promotie afdwong naar de eerste klasse.

## Statistieken
| Seizoen         | Club                          | Competitie             | Competitie | Competitie | Beker | Beker | Totaal | Totaal |
| Seizoen         | Club                          | Competitie             | Wed.       | Dlp.       | Wed.  | Dlp.  | Wed.   | Dlp.   |
| --------------- | ----------------------------- | ---------------------- | ---------- | ---------- | ----- | ----- | ------ | ------ |
| 2013-2014       | AA Gent                       | Jupiler Pro League     | 1          | 0          | 0     | 0     | 1      | 0      |
| 2014-2015       | KVC Westerlo                  | Jupiler Pro League     | 7          | 1          | 1     | 0     | 8      | 1      |
| 2015-2016       | KVC Westerlo                  | Jupiler Pro League     | 15         | 0          | 3     | 0     | 18     | 0      |
| 2016-2017       | KVC Westerlo                  | Jupiler Pro League     | 10         | 0          | 0     | 0     | 10     | 0      |
| 2017-2018       | Lommel SK                     | Eerste klasse Amateurs | 32         | 4          | 4     | 0     | 36     | 4      |
| 2018-2019       | Racing White Daring Molenbeek | Eerste klasse Amateurs | 28         | 1          | 1     | 0     | 29     | 1      |
| 2019-2020       | Racing White Daring Molenbeek | Eerste klasse Amateurs | 15         | 3          | 0     | 0     | 15     | 3      |
| 2020-2021       | Racing White Daring Molenbeek | Eerste klasse B        | 27         | 0          | 2     | 0     | 29     | 0      |
| 2021-2022       | Racing White Daring Molenbeek | Eerste klasse B        | 0          | 0          | 0     | 0     | 0      | 0      |
| Carrière totaal | Carrière totaal               | Carrière totaal        | 135        | 9          | 11    | 0     | 146    | 9      |